# Bjarne Goldbæk
Bjarne Goldbæk (født 6. oktober 1968) er en dansk tidligere professionel fodboldspiller. Han opnåede 28 A-Landskampe for Danmark.
En figur fra det satiriske tv-program Casper & Mandrilaftalen blev opkaldt efter Bjarne Goldbæk.

## Klubkarriere
- B1901 (-1987)
- Næstved IF (- 1987)
- FC Schalke 04 (1987 – 1990)
- 1. FC Kaiserslautern (1990 – 1994)
- Tennis Borussia Berlin (1994)
- 1. FC Köln (1994 – 1996)
- FC København (1996 – 1998)
- Chelsea F.C. (1998 – 2000)
- Fulham F.C. (2000 – 2003)
- Rot-Weiss Essen (2003 – 2005)

## Hæder

### Titler
- Tysk pokalvinder med Kaiserslautern i 1990
- Tysk mester med Kaiserslautern i 1991
- Dansk pokalvinder med FC København i 1997

### Priser
- Årets spiller i FC København i 1998

## Privat
Bjarne Goldbæk bor sammen med sin tyske kone (hun kommer fra området omkring Gladbeck) og hans børn i Nordrhein-Westfalen i Ruhr-området, i Gladbeck.

## referencer
1. ↑  "Pressebericht im Fan-Forum von Rot-Weiß Oberhausen" (tysk).{{cite web}}:  CS1-vedligeholdelse: url-status (link) (offline)
2. ↑  "Ehermaliger Fußball-Profi und Nationalspieler Bjarne Goldbaek ist über 45 km am Start" (tysk). 2013-07-03. Arkiveret fra originalen 24. september 2015. Hentet 2014-12-23.